# Sci di fondo ai IX Giochi olimpici invernali - Staffetta maschile
La competizione della staffetta maschile 4x10 km di sci di fondo ai IX Giochi olimpici invernali si è svolta l'8 febbraio 1964; il percorso aveva partenza e arrivo nello "Stadio del fondo" di Seefeld in Tirol e copriva un dislivello di 140 m. Presero parte alla competizione 15 squadre nazionali.

## Classifica
| Pos.    | Nazione          | Atleti              | Tempi Individuali | Tempo Totale |
| ------- | ---------------- | ------------------- | ----------------- | ------------ |
| Oro     | Svezia           | Karl-Åke Asph       | 35'14"2           | 2:18'34"6    |
| Oro     | Svezia           | Sixten Jernberg     | 35'00"0           | 2:18'34"6    |
| Oro     | Svezia           | Janne Stefansson    | 34'16"8           | 2:18'34"6    |
| Oro     | Svezia           | Assar Rönnlund      | 34'03"6           | 2:18'34"6    |
| Argento | Finlandia        | Väinö Huhtala       | 34'52"8           | 2:18'42"4    |
| Argento | Finlandia        | Arto Tiainen        | 35'37"6           | 2:18'42"4    |
| Argento | Finlandia        | Kalevi Laurila      | 34'01"4           | 2:18'42"4    |
| Argento | Finlandia        | Eero Mäntyranta     | 34'10"6           | 2:18'42"4    |
| Bronzo  | Unione Sovietica | Ivan Utrobin        | 34'58"7           | 2:18'46"9    |
| Bronzo  | Unione Sovietica | Gennady Vaganov     | 34'42"8           | 2:18'46"9    |
| Bronzo  | Unione Sovietica | Igor Voronchikhin   | 34'18"0           | 2:18'46"9    |
| Bronzo  | Unione Sovietica | Pavel Kolčin        | 34'47"4           | 2:18'46"9    |
| 4       | Norvegia         | Magnar Lundemo      | 35'04"8           | 2:19'11"9    |
| 4       | Norvegia         | Erling Steineide    | 34'48"3           | 2:19'11"9    |
| 4       | Norvegia         | Einar Østby         | 34'19"8           | 2:19'11"9    |
| 4       | Norvegia         | Harald Grønningen   | 34'59"0           | 2:19'11"9    |
| 5       | Italia           | Giuseppe Steiner    | 35'36"2           | 2:21'16"8    |
| 5       | Italia           | Marcello De Dorigo  | 34'28"2           | 2:21'16"8    |
| 5       | Italia           | Giulio Deflorian    | 35'57"5           | 2:21'16"8    |
| 5       | Italia           | Franco Nones        | 35'14"9           | 2:21'16"8    |
| 6       | Francia          | Victor Arbez        | 36'30"1           | 2:26'31"4    |
| 6       | Francia          | Félix Mathieu       | 36'08"9           | 2:26'31"4    |
| 6       | Francia          | Roger Pires         | 35'46"6           | 2:26'31"4    |
| 6       | Francia          | Paul Romand         | 38'05"8           | 2:26'31"4    |
| 7       | Germania         | Heinz Seidel        | 38'00"6           | 2:26'34"4    |
| 7       | Germania         | Helmut Weidlich     | 36'49"4           | 2:26'34"4    |
| 7       | Germania         | Enno Röder          | 36'43"3           | 2:26'34"4    |
| 7       | Germania         | Walter Demel        | 35'01"1           | 2:26'34"4    |
| 8       | Polonia          | Józef Gut Misiaga   | 37'46"4           | 2:27'27"0    |
| 8       | Polonia          | Tadeusz Jankowski   | 37'06"3           | 2:27'27"0    |
| 8       | Polonia          | Edward Budny        | 36'25"6           | 2:27'27"0    |
| 8       | Polonia          | Józef Rysula        | 36'08"7           | 2:27'27"0    |
| 9       | Svizzera         | Konrad Hischier     | 37'32"7           | 2:31'52"8    |
| 9       | Svizzera         | Alois Kälin         | 37'05"1           | 2:31'52"8    |
| 9       | Svizzera         | Franz Kälin         | 38'18"3           | 2:31'52"8    |
| 9       | Svizzera         | Hans-Sigfrid Oberer | 38'56"7           | 2:31'52"8    |
| 10      | Giappone         | Hidezo Takahashi    | 38'02"0           | 2:32'05"5    |
| 10      | Giappone         | Kazuo Sato          | 37'18"4           | 2:32'05"5    |
| 10      | Giappone         | Tatsuo Kitamura     | 37'18"1           | 2:32'05"5    |
| 10      | Giappone         | Chogoro Yahata      | 39'27"0           | 2:32'05"5    |
| 11      | Austria          | Günther Rieger      | 39'05"8           | 2:34'48"9    |
| 11      | Austria          | Hansjörg Farbmacher | 39'11"0           | 2:34'48"9    |
| 11      | Austria          | Anton Kogler        | 38'47"0           | 2:34'48"9    |
| 11      | Austria          | Andreas Janc        | 37'45"1           | 2:34'48"9    |
| 12      | Jugoslavia       | Roman Seljak        | 39'43"1           | 2:37'30"6    |
| 12      | Jugoslavia       | Mirko Bavče         | 39'43"1           | 2:37'30"6    |
| 12      | Jugoslavia       | Janko Kobentar      | 39'38"5           | 2:37'30"6    |
| 12      | Jugoslavia       | Cveto Pavčič        | 38'27"4           | 2:37'30"6    |
| 13      | Stati Uniti      | Mike Gallagher      | 39'48"7           | 2:39'17"3    |
| 13      | Stati Uniti      | Mike Elliott        | 39'27"6           | 2:39'17"3    |
| 13      | Stati Uniti      | Jim Shea            | 39'45"8           | 2:39'17"3    |
| 13      | Stati Uniti      | John Bower          | 40'15"2           | 2:39'17"3    |
| 14      | Gran Bretagna    | John Moore          | 39'46"0           | 2:42'55"8    |
| 14      | Gran Bretagna    | John Dent           | 41'26"5           | 2:42'55"8    |
| 14      | Gran Bretagna    | David Rees          | 41'50"7           | 2:42'55"8    |
| 14      | Gran Bretagna    | Roderick Tuck       | 39'52"6           | 2:42'55"8    |
| 15      | Canada           | Donald MacLeod      | 41'07"2           | 2:44'29"1    |
| 15      | Canada           | Martti Rautio       | 41'23"1           | 2:44'29"1    |
| 15      | Canada           | Eric Luoma          | 42'58"8           | 2:44'29"1    |
| 15      | Canada           | Franz Portmann      | 39'00"0           | 2:44'29"1    |